# U.S. Route 12 ve Washingtonu

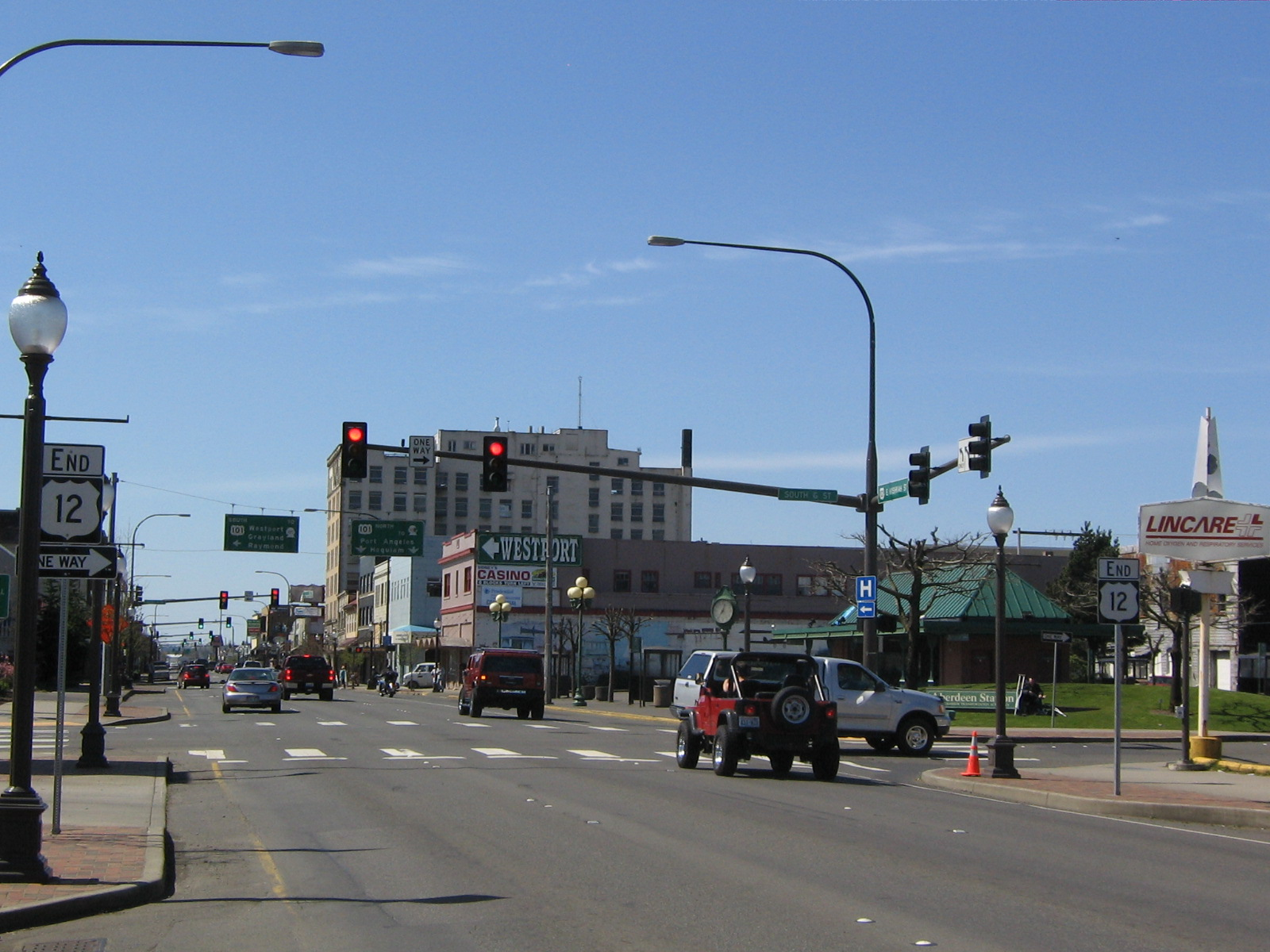
Silnice nedaleko svého západního konce v centru Aberdeenu.

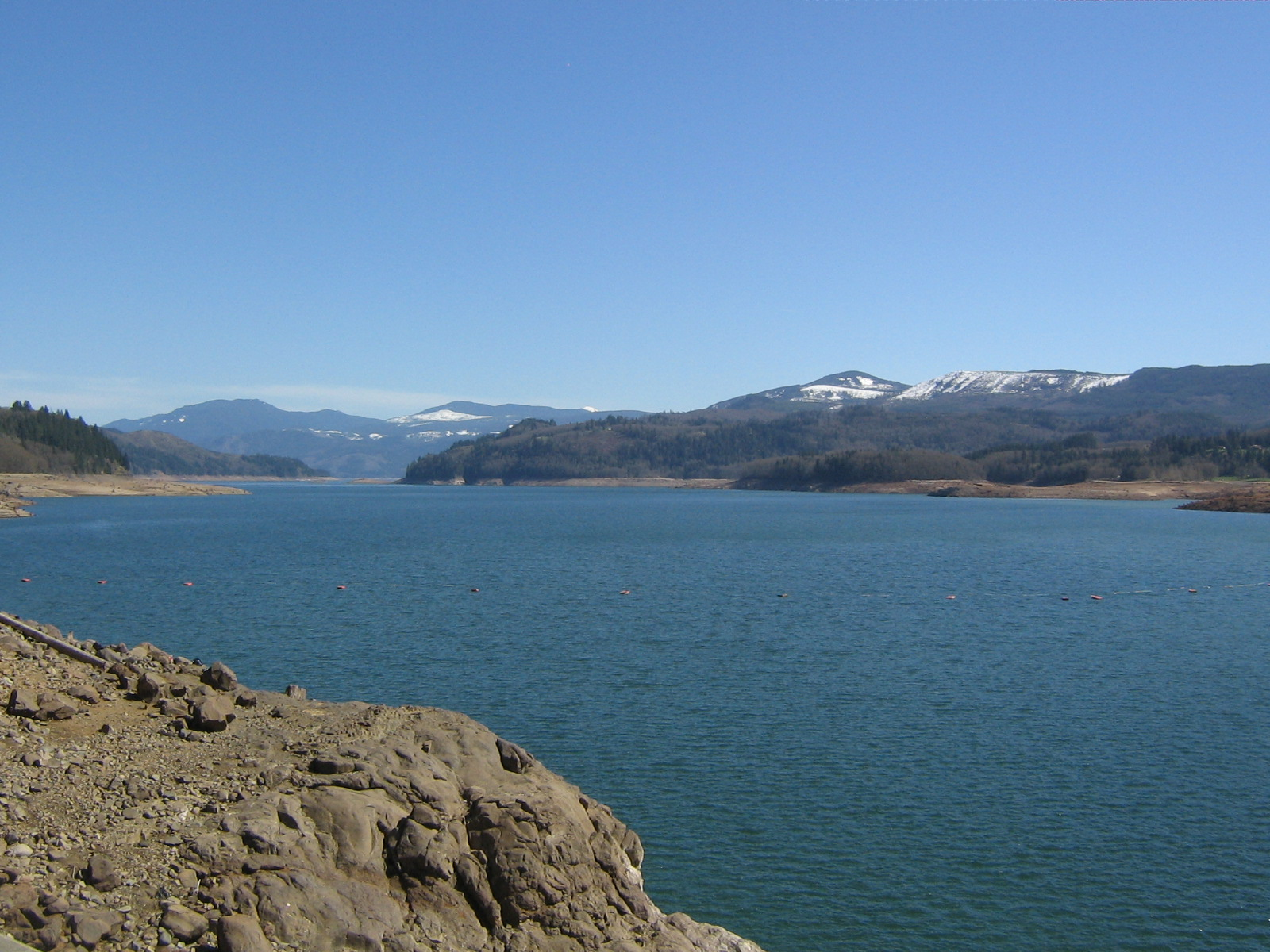
Riffské jezero na jižní straně silnice.

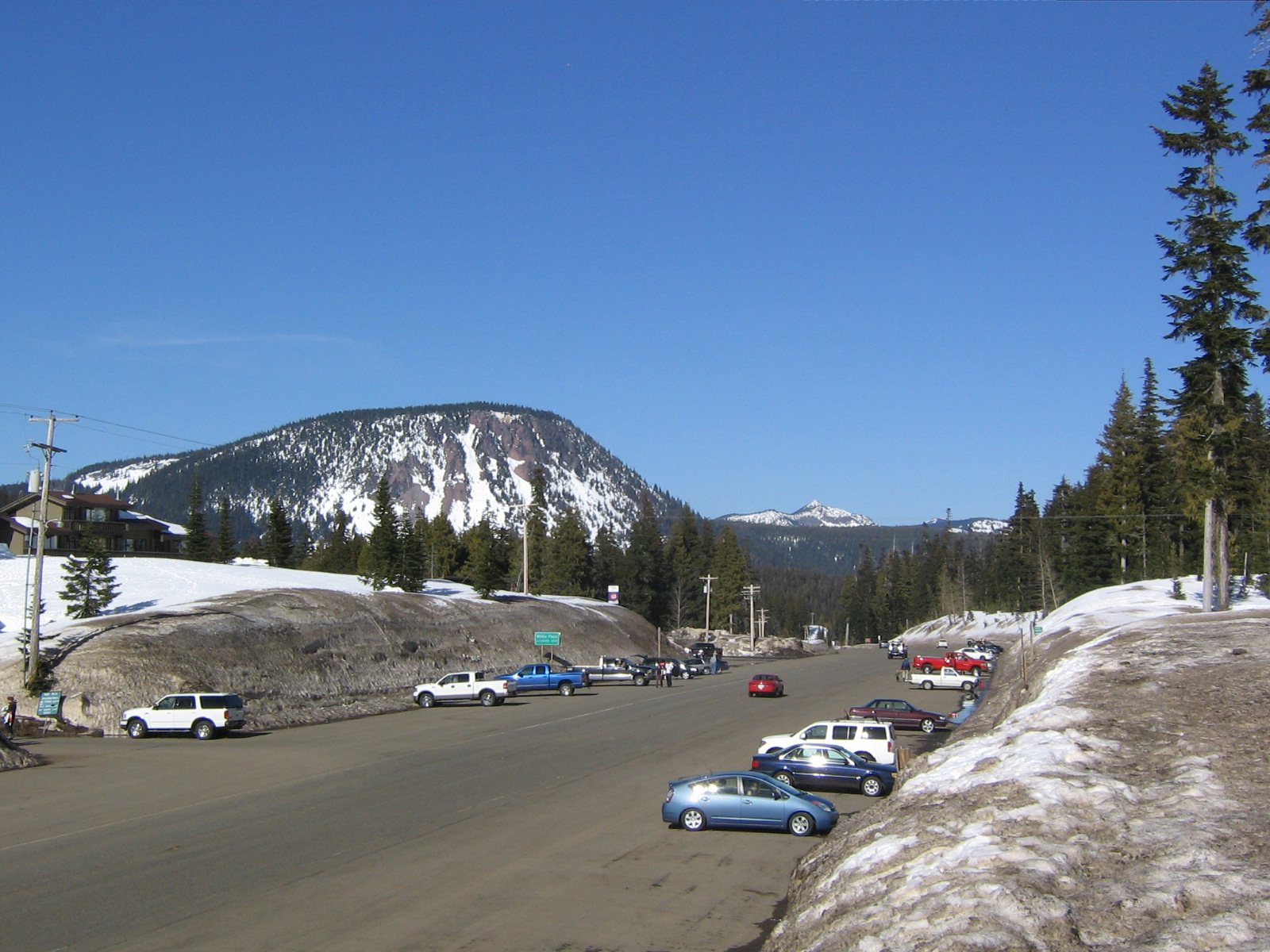
Bílý průsmyk, díky kterému silnice překonává Kaskádové pohoří.

U.S. Route 12 je důležitá americká silnice proudící mezi městy Aberdeen na západě a Detroit na východě. V americkém státě Washington má délku 650 km a běží přes celý stát od pobřeží Tichého oceánu až k hranicím se státem Idaho. Prostřednictvím Bílého průsmyku překonává Kaskádové pohoří, jižně od národního parku Mount Rainier. Části silnice jsou souběžné z mezistátními dálnicemi Interstate 5 a Interstate 82, ale po většinu cesty je silnice osamocená.

## Popis cesty
Silnice začíná v pobřežním městě Aberdeen dvojicí jednosměrných ulic, a to Heron Street vedoucí na východ a Wishkah Street vedoucí na západ. Západní konec silnice tvoří křižovatka se silnicí U.S. Route 101. Jednosměrné ulice tvořící silnici se spojí v jednu na východ od řeky Wishkah, nedaleko zdejšího historického přístavu. Poté silnice opouští město a následuje řeku Chehalis, která ji vede přes obce Central Park a Montesano. Mezi městy Aberdeen a Elma má silnice čtyři pruhy, po většinu její cesty státem se však jedná o venkovskou dvoupruhovou silnici.
Právě ve městě Elma silnice na diamantové křižovatce opouští čtyřpruhovou dálnici, která dále pokračuje jako Washington State Route 8 do Olympie. „Dvanáctka“ poté pokračuje na jihovýchod směrem na obce Oakville a Rochester, mezi nimiž tvoří severní hranice indiánské rezervace kmene Čehalisů. Po průjezdu Rochesterem se v obci Grand Mound napojuje na Interstate 5.
Po cestě mezistátní dálnice pokračuje „dvanáctka“ na jih přes města Chehalis a Centralia, než se jižně od Napavinu odpojí směrem na východ, podél řeky Cowlitz. Ve městě Mossyrock proudí skrz křižovatku s Washington State Route 122 a východně od něj míjí Mossyrockou přehradu a jí vytvořené Riffské jezero. Ve městě Morton tvoří jižní konec Washington State Route 7, která vede na sever do Tacomy. Následuje výstup na Kaskádové pohoří, jen kousek jižně od vulkánu Mount Rainier, pod kterým ze silnice vybíhá Washington State Route 123, jejímž úkolem je poskytovat přístup k vjezdu do národního parku Mount Rainier u Stevensova kaňonu. O 20 kilometrů východněji silnice překračuje v nadmořské výšce 1 372 metrů Bílý průsmyk, který je jediným celoročně otevřeným průsmykem v Kaskádovém pohoří mezi Snoqualmisjkým průsmykem s dálnicí Interstate 90 a roklinou řeky Columbie se silnicí Washington State Route 14.
Po sestupu z hor následuje křižovatka s Washington State Route 410, a to západně od města Naches. Silnice č. 410 ji spojuje s Činuckým průsmykem, Kajuským průsmykem a dalším vstupem do národního parku Mount Rainier, tentokrát u Bílé řeky. Východně od Naches, při blížení se k městu Yakima, se ze silnice stává opět čtyřpruhová dálnice. Krátce poté se ale napojuje na dálnici Interstate 82, se kterou proudí souběžně skrz města Yakima, Toppenish a Prosser, pak překračuje řeku Yakima a nedaleko od Tri-Cities se přepojuje na Interstate 182, se kterou pokračuje na východ přes dvě ze tří měst v aglomeraci, Richland a Pasco (tím třetím je Kennewick). Jižně od letiště Tri-Cities Airport I-182 končí, a tak „dvanáctka“ pokračuje po čtyřpruhové komunikaci sama.
Následuje změna směru na jih přes malou obec Wallula, kde se nachází křižovatka s U.S. Route 730, do většího města zvaného Walla Walla, kde tvoří čtyřpruhový obchvat města. Při cestě skrz okres Walla Walla silnice míjí několik historických památek, jako jsou Whitmanova misie nebo pevnost Fort Walla Walla. Poté pokračuje na sever přes Dodge a Clarkston, řeku Snake tvořící státní hranice do Idaha, konkrétně do města Lewiston.